# Palaeocoprina quadriseta
Palaeocoprina quadriseta är en tvåvingeart som beskrevs av Marshall 1998. Palaeocoprina quadriseta ingår i släktet Palaeocoprina och familjen hoppflugor. Inga underarter finns listade i Catalogue of Life.